# Pacifica (Kalifornien)
Pacifica ist eine Stadt im San Mateo County im US-Bundesstaat Kalifornien mit 38.640 Einwohnern (Stand: 2020). Die geographischen Koordinaten sind: 37,36° Nord, 122,29° West. Das Stadtgebiet hat eine Größe von 32,8 km².
Durch Pacifica verläuft die berühmte California State Route 1, die die Stadt nördlich mit der San Francisco Bay Area verbindet.
Pacifica ist ein Wohnort für viele Pendler, die in der Bay Area arbeiten. Aufgrund der geeigneten Lage ist Pacifica ein beliebter Ort für Surfer/Wellenreiter.
Pacifica ist in elf Quartiere aufgeteilt, von Nord bis Süd:
- Fairmont
- Westview (Pacific Highlands)
- Pacific Manor (Manor)
- Edgemar
- Sharp Park
- Fairway Park
- Vallemar
- Rockaway Beach
- Pedro Point und Shelter Cove im Südwesten
- Linda Mar, Linda Mar Valley, (ehemals Pedro Valley oder San Pedro Valley) im Süden.
- Park Pacifica im Südosten